# Ivan Thys
Ivan Thys (Antwerpen, 29 april 1897 – Brasschaat, 15 februari 1982) was een Belgisch voetballer die speelde als aanvaller in de Eerste klasse bij Beerschot VAC. Hij werd tweemaal Belgisch topschutter en speelde 20 wedstrijden bij de Rode Duivels.
Ivan Thys begon te voetballen in Deurne bij Sint-Ignatius SC en speelde er in 1913-1914 de halve finales van de Beker van België mee tegen Union SG en verloor met 5-1, ook zijn broer speelde bij die club en eveneens zijn jongste broer (Raymond) later in de jaren twintig.In het begin van de oorlog speelden beide broers bij een paar ploegen in Nederland.
Thys stapte over in 1919 van Sint-Ignatius SC naar Beerschot en bleef er de rest van zijn carrière voetballen. Hij behaalde met de ploeg vijf landstitels (1922, 1924, 1925, 1926 en 1928) en werd Belgisch topschutter in 1921 met 23 doelpunten en in 1922 met 21 doelpunten. In totaal speelde Thys bij Beerschot 203 wedstrijden en scoorde hierin 132 doelpunten.
Tussen 1921 en 1926 speelde Thys 20 wedstrijden bij het Belgisch voetbalelftal en scoorde hierin 7 doelpunten. Hij zat in de voorselectie van het voetbalelftal dat naar de Olympische Zomerspelen 1924 te Parijs ging maar werd uiteindelijk niet geselecteerd.
Tijdens zijn voetballoopbaan was Thys kolenboer geworden en hij zette zijn kolenhandel verder nadat hij zijn voetbalschoenen aan de haak gehangen had.
Thys was de vader van voormalig bondscoach Guy Thys, die zijn carrière als voetballer startte bij Sint-Ignatius SC en in 1919 naar Beerschot AC transfereerde met Eduard Van Roey. Ivan speelde echter onder de naam Thys, omdat die naam op de geboorteakte staat, echter in rijksregister staat er Thijs vermeld.